# Katrin Heller
Katrin Heller (* 1969 in Ost-Berlin) ist eine deutsche Schauspielerin und Hörspielsprecherin.

## Leben
Katrin Heller wurde 1969 in Ost-Berlin geboren und studierte von 1990 bis 1994 an der Berliner Hochschule für Schauspielkunst Ernst Busch. Im Anschluss bekam sie ein Engagement am Theater Bremen. Sie gastierte in Berlin an Häusern wie dem Deutschen Theater, der Schaubühne am Lehniner Platz und dem Hebbel-Theater. Weitere Theater, in denen sie spielte, waren das Theater Magdeburg, Theater Bonn und Theater Münster, das Hans Otto Theater in Potsdam, das Staatstheater Braunschweig, das Neue Theater Halle und das Schauspiel Leipzig. Sie war in fünf Spielzeiten Mitglied des Ensembles am Staatstheater Schwerin und spielt seit dem Beginn der Spielzeit 2020/2021 am Volkstheater Rostock. Katrin Heller ist als Schauspielerin seit 1999 auch in Film- und Fernsehproduktionen tätig, ihr Schaffen umfasst knapp 20 Produktionen.

## Filmografie
- 1999: Tatort: Die apokalyptischen Reiter (Fernsehreihe)
- 2001: HeliCops – Einsatz über Berlin (Fernsehserie)
- 2004: Hinter Gittern – Der Frauenknast (Fernsehserie)
- 2009: Freies Land (Kurzfilm)
- 2010: SOKO Wismar (Fernsehserie)
- 2010: Weihnachten im Morgenland (Fernsehfilm)
- 2011: Flemming (Fernsehserie)
- 2012: Notruf Hafenkante (Fernsehserie)
- 2013: Morden im Norden (Fernsehserie)
- 2013: Tür an Tür (Fernsehfilm)
- 2014: Josephine Klick – Allein unter Cops (Fernsehserie)
- 2015: Unter Gaunern (Fernsehserie)
- 2016: Wolfsland (Fernsehreihe)
- 2016: Beziehungsweise (Kurzfilm)
- 2018: SOKO Köln (Fernsehserie)
- 2023: Polizeiruf 110: Der Gott des Bankrotts (Fernsehreihe)
- 2024: SOKO Leipzig (Fernsehserie)
- 2025: Marzahn Mon Amour (Fernsehserie)

## Hörspiele (Auswahl)
- 1998: Dorothy Parker: Du warst ganz und gar in Ordnung (Elinor Swasson) – Regie: Christiane Ohaus (Hörspielbearbeitung, Kurzhörspiel – RB)
- 1998: Winfried Roth: Agenten: Agenten: Die eine will meinen Ausweis sehen – Die andere leckt sich die Lippen (Mädchen) – Regie: Christiane Ohaus (Original-Hörspiel – RB/Rüdiger Kremer)
- 1998: Christina Calvo: Geh nicht auf den Eulenhügel (Alraune/Elfe) – Regie: Christiane Ohaus (Originalhörspiel, Kinderhörspiel – RB)
- 1999: Michael Esser, Myra Çakan: Geschichten aus der Umlaufbahn (2. und 3. Teil) (Inessa/Tagebuch) – Regie: Holger Rink (Originalhörspiel – RB/Holger Rink)
- 1999: Jens Blendstrup: Der Mann, der unter anderem auch ein Schuh war (Sussi) – Regie: Burkhard Ax (Originalhörspiel – WDR)
- 1999: Jiří Kratochvil: Großmutter feiert ihren neunundneunzigsten Geburtstag (Lida) – Regie: Burkhard Schmid (Hörspielbearbeitung – RB/SFB/Holger Rink/Rüdiger Kremer)
- 2000: Arkadi Bartow: Sprechakte (Anna) – Regie: Christiane Ohaus (Originalhörspiel – RB/Holger Rink)
  - Auszeichnung: Hörspiel des Monats Februar 2000
- 2000: Susanne Krahe: Lisabetha (Serviererin) – Regie: Gottfried von Einem  (Originalhörspiel – RB/Sabine Breitsameter)
  - Auszeichnung: Robert-Geisendörfer-Preis 2001

Quelle: ARD-Hörspieldatenbank